# 不摂生の結果
『不摂生の結果』（ふせっせいのけっか、英: The Effects of Intemperance）は、17世紀オランダ黄金時代の画家ヤン・ステーンが1663–1665年頃、板上に油彩で制作した絵画である。ステーンの作品は小さなものが多いが、本作はかなり大きい。また、画家がハールレムで過ごした9年間にフランス・ハルスに学んだらしい大胆なタッチも披露されている。作品は、1977年にロンドンのナショナル・ギャラリーに購入された。

## 背景
オランダでは、「ヤン・ステーン的な家庭」といえば騒々しくて乱雑な家庭のことになる。ステーンはそんな家庭の情景を多く描き、そこにはよくパイプタバコをふかし、ビールを飲む陽気な道楽者として画家自身も登場する。しかし、その絵画は文字通り解釈することはできない。プロテスタントの国となったオランダで、カトリックであったステーンは実はモラリストであった。ステーンは、周知の諺、大衆演劇、祭礼の習慣などを手掛かりに、人間が感心しない振る舞いをしている喜劇的様子を通し、説教をしようとしているのである。

## 作品

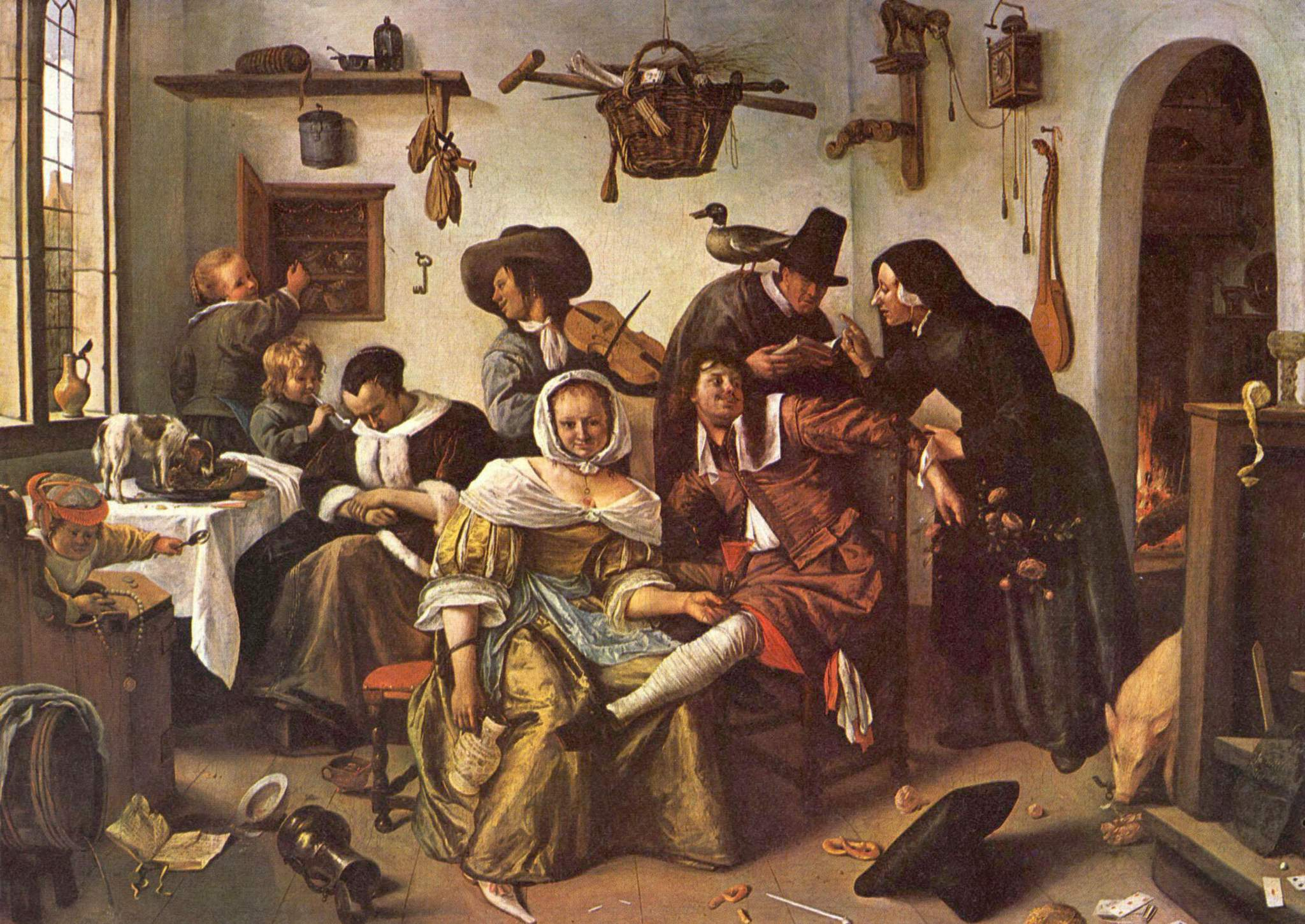
『贅沢に気をつけよ』（1663年） 美術史美術館、ウイーン

作品は、ヤン・ステーンが何度か扱った事柄を描いている。すなわち、「酒は人をダメにする」という諺通りの過剰な飲酒の不幸な結果である。自身、居酒屋のオーナーであった画家は、この問題にはお馴染みだったが、それを軽快に描写することを選択した。画面では主婦である母親が酔って眠ってしまっており、陶製のパイプがその手から滑り落ちそうで、傍らの小さな石炭火鉢からは今にも火が燃え移りそうである。彼女の頭上には籠が吊るしてあるが、その中には親の導きを受けずに育つ子供たちの運命を予告するものが入っている。物乞いの持つ松葉杖と鳴子、法律による罰を与える樺の枝の鞭などである。実際に、小さな男の子は母親の財布からお金を盗もうとしており、もう1人の子供は豚に薔薇（「豚に真珠」に当たるオランダの諺）を与え、右側の3人の子供は猫に上等のミートパイを与えている。鸚鵡にワインを飲ませようとしている女中は、主婦と同じように着飾ってほろ酔い加減である。一方、主婦の夫は庭で召使と戯れている。
これらの主題のいくつかは、ステーンの1663年の絵画『贅沢に気をつけよ』（美術史美術館、ウイーン）にも見出される。この作品にも、常軌を逸した一家が描かれている。